# Sybaris ictericus
Sybaris ictericus es una especie de coleóptero de la familia Meloidae.

## Distribución geográfica
Habita en Sierra Leona.